# Alcis semiochrea
Alcis semiochrea là một loài bướm đêm trong họ Geometridae.